# Gillian Cowley
Pour les articles homonymes, voir Cowley.
Gillian Cowley, née le 8 juillet 1955 à Kitwe, est une joueuse de hockey sur gazon zimbabwéenne.

## Biographie
Gillian Cowley fait partie de l'équipe du Zimbabwe de hockey sur gazon féminin sacrée championne olympique en 1980 à Moscou.
Elle s'est installée ensuite en Nouvelle-Zélande.